# Паволетти, Леонардо
Леонардо Паволетти (итал. Leonardo Pavoletti; родился 26 ноября 1988 года, Ливорно, Италия) — итальянский футболист, нападающий клуба «Кальяри».

## Клубная карьера
Паволетти начал карьеру в переменным успехом выступая за клубы «Армандо Пикки», «Виареджо», «Павия», «Юве Стабия», «Казеле» и «Виртус Ланчано» из низших дивизионов Италии. Летом 2012 года Леонардо подписал контракт с «Сассуоло». 28 августа в матче против Чезены он дебютировал в итальянской Серии B. В этом же поединке Паволетти забил свой первый гол за «Сассуоло». 9 сентября в матче против «Эмполи» он сделал хет-трик. По итогам сезона Леонардо забил 11 мячей и помог клубу выйти в элиту. 25 августа 2013 года в матче против «Торино» он дебютировал в итальянской Серии A.
Из-за прихода в клуб более сильных футболистов Леонардо потерял место в основе и был отдан в аренду в «Варезе». 14 сентября в матче против «Пескары» он дебютировал за новую команду. В этом же поединке Паволетти сделал «дубль», забив свои первые голы за «Варезе». Забив по итогам сезона 24 гола он стал одним из лучших бомбардиров Серии B. Летом 2014 года Леонардо вернулся в «Сассуоло». 13 декабря в матче против «Палермо» он забил свой первый гол на высшем уровне.
В начале 2015 года Паволетти на правах аренды перешёл в «Дженоа», несмотря на то, что английский «Лидс Юнайтед» был готов выкупить трансфер футболиста. 9 февраля в матче против «Лацио» он дебютировал за новую команду, заменив Мбая Ньянга. 15 апреля в поединке против «Палермо» Леонардо забил свой первый гол за Дженоа. После того, как он забил 6 мячей в 10 матчах, клуб выкупил его трансфер у «Сассуоло» за 4 млн евро. В своём первом полноценном сезоне Паволетти забил 14 мячей, став лучшим итальянским бомбардиром Серии A. В 2016 году им интересовались «Милан», «Интер», «Лацио» и «Фиорентина».
В начале 2017 года Леонардо перешёл в «Наполи». Сумма трансфера составила 18 млн евро. 29 января в матче против «Палермо» он дебютировал за новую команду, заменив во втором тайме Жоржиньо. Летом 2017 года Леонардо перешёл в «Кальяри» на правах аренды, с правом обязательного выкупа. 10 сентября в матче против «Кротоне» он дебютировал за новую команду. 15 октября в поединке против своего бывшего клуба «Дженоа» Паволетти забил свой первый гол за «Кальяри».

## В сборной
Дебютировал в национальной сборной Италии 26 марта 2019 года в матче отборочного турнира к чемпионату Европы 2020 года с командой Лихтенштейна. В этой игре отметился забитым голом.

## Статистика

### Клубная
| Клуб             | Сезон            | Лиги             | Лиги | Лиги | Кубки | Кубки | Еврокубки | Еврокубки | Прочие | Прочие | Всего | Всего |
| Клуб             | Сезон            | Дивизион         | Игры | Голы | Игры  | Голы  | Игры      | Голы      | Игры   | Голы   | Игры  | Голы  |
| ---------------- | ---------------- | ---------------- | ---- | ---- | ----- | ----- | --------- | --------- | ------ | ------ | ----- | ----- |
| Юве Стабия       | 2010/11          | Серия С          | 8    | 0    | 0     | 0     | —         | —         | 8      | 0      |       |       |
| Виртус Ланчано   | 2011/12          | Серия С          | 33   | 15   | 3     | 1     | —         | —         | 36     | 16     |       |       |
| Сассуоло         | 2012/13          | Серия В          | 33   | 11   | 2     | 0     | —         | —         | 35     | 11     |       |       |
| Сассуоло         | 2013/14          | Серия А          | 2    | 0    | 1     | 1     | —         | —         | 3      | 1      |       |       |
| Варезе (аренда)  | 2013/14          | Серия В          | 36   | 20   | 1     | 0     | —         | 2         | 4      | 39     | 24    |       |
| Сассуоло         | 2014/15          | Серия А          | 9    | 1    | 3     | 0     | —         | —         | 12     | 1      |       |       |
| Сассуоло         | Всего            | Всего            | 44   | 12   | 6     | 1     | 0         | 0         | 0      | 0      | 50    | 13    |
| Дженоа           | 2014-15          | Серия А          | 10   | 6    | 0     | 0     | —         | —         | 10     | 6      |       |       |
| Дженоа           | 2015/16          | Серия А          | 25   | 14   | 1     | 1     | —         | —         | 26     | 15     |       |       |
| Дженоа           | 2016/17          | Серия А          | 9    | 3    | 1     | 1     | —         | —         | 10     | 4      |       |       |
| Дженоа           | Всего            | Всего            | 44   | 23   | 2     | 2     | 0         | 0         | 0      | 0      | 46    | 25    |
| Наполи           | 2016/17          | Серия А          | 6    | 0    | 4     | 0     | —         | —         | 10     | 0      |       |       |
| Кальяри (аренда) | 2017/18          | Серия А          | 33   | 11   | 0     | 0     | —         | —         | 33     | 11     |       |       |
| Кальяри          | 2018/19          | Серия А          | 29   | 13   | 2     | 2     | —         | —         | 31     | 15     |       |       |
| Кальяри          | Всего            | Всего            | 62   | 24   | 2     | 2     | 0         | 0         | 0      | 0      | 64    | 26    |
| Всего за карьеру | Всего за карьеру | Всего за карьеру | 233  | 94   | 18    | 6     | 0         | 0         | 2      | 4      | 253   | 104   |